# Dražen Besek
Dražen Besek (ur. 10 marca 1963 w Varaždinie) – chorwacki piłkarz grający na pozycji pomocnika, trener piłkarski, prowadził m.in. Zagłębie Lubin.

## Kariera piłkarska
Dražen Besek karierę piłkarską rozpoczął w 1982 roku w Varteksie. Następnie reprezentował następujące kluby: Olimpija Lublana (1984–1985), Dinamo Zagrzeb (1985–1991 - finał Pucharu Jugosławii w edycji 1985/1986), Stade de Vallauris (1991), Ikast FS (1991–1993), Varteks Varaždin (1994–1996), Casino Salzburg (1996–1997) i Varteks Varaždin (1997–1999 - finał Pucharu Chorwacji w edycji 1997/1998).

## Kariera trenerska
Dražen Besek w 1997 roku wrócił do macierzystego klubu - Varteks Varaždin, gdzie w sezonie 1998/1999 był grającym trenerem i zajął z klubem w rozgrywkach 5. miejsce. Następnie przez krótki czas był trenerem NK Čakovec i Slaven Belupo, by w 2002 roku wrócić do Varteksu, z którym zajął 3. miejsce w lidze w sezonie 2002/2003.
W 2004 roku Besek został trenerem Zagłębia Lubin, jednak po roku pracy został zwolniony z powodu niezadowalających wyników drużyny. Po pobycie w Polsce wyjechał do Słowenii prowadzić klub Drava Ptuj, by w latach 2007–2009 po raz trzeci w karierze trenerskiej prowadzić klub Varteks Varaždin.
26 grudnia 2009 roku wyjechał do Chin, gdzie został asystentem trenera Shanghai Greenland - Miroslava Blaževicia. Po wygaśnieciu kontraktu w klubie zdecydował się zostać asystentem trenera reprezentacji Chin U-23. 10 sierpnia 2011 roku wrócił do Shanghai Greenland, gdzie został trenerem pierwszego zespołu, jednak opuścił klub po zakończeniu sezonu. W marcu 2012 roku przejął chorwacki NK Zagreb, gdzie pracował do września 2012 roku. Besek wrócił do Chin, gdzie w 2013 roku był trenerem Hunan Billows. Obecnie jest trenerem drużyny występującej w China League One - Wuhan Zall.

## Sukcesy piłkarskie

### Dinamo Zagrzeb
- Finał Pucharu Jugosławii: 1986

### Varteks
- Finał Pucharu Chorwacji: 1998